# دانشکده پرستاری و مامایی ایران
دانشکده پرستاری و مامایی دانشگاه علوم پزشکی ایران به ریاست حمید پیروی دارای رشته‌های پرستاری و مامایی در تهران است.
این دانشکده در رشته پرستاری پذیرای دانشجویانی با گرایش‌های داخلی جراحی، کودکان، مدیریت پرستاری، روان پرستاری، بهداشت جامعه و رشته‌های مراقبت‌های ویژه، مراقبت‌های ویژه نوزادان، سالمندی و تکنولوژی گردش خون می‌باشد و در رشته مامایی نیز دانشجویان را در گرایش‌های پزشکی قانونی، آموزش مامایی، مامایی جامعه نگر، مدیریت مامایی و بهداشت مادر و کودک تربیت می‌کند.

## تاریخچه
دانشکده پرستاری و مامایی دانشگاه علوم پزشکی ایران تحت عنوان «دانشکده پرستاری مرکز پزشکی ایران» در سال ۱۳۵۴ بر اساس تصمیمات کمیسیون منتخب یکصد و سومین نشست شورای گسترش آموزش عالی به منظور تربیت پرستار در سطوح کارشناسی، کارشناسی ارشد و دکتری تأسیس شد. این دانشکده در مهر ۱۳۵۵ با پذیرش دانشجو در مقطع کارشناسی ارشد رشته پرستاری برای اولین بار در ایران، فعالیت خود را آغاز کرد و در سال ۱۳۶۵ پس از ادغام چند مؤسسه آموزش عالی که قدیمی‌ترین آنها انستیتو پرستاری فیروزگر (سال تأسیس ۱۳۴۴) بود، با نام دانشکده پرستاری و مامایی ایران فعالیت رسمی خود را ادامه داد.
دانشکده در سال ۱۳۶۸، مجوز راه اندازی مقطع کارشناسی ارشد در رشته مامایی را اخذ و از سال ۱۳۶۹ اقدام به پذیرش دانشجو در این رشته نمود، و در سال ۱۳۷۸ با کسب مجوز پذیرش دانشجو در مقطع دکتری پرستاری، فعالیت‌های آموزشی و پژوهشی خود را توسعه داد.
انتشار اولین نشریه پرستاری و مامایی دارای مجوز کمیسیون نشریات علوم پزشکی وزارت بهداشت، درمان و آموزش پزشکی و تأسیس اولین مرکز تحقیقات پرستاری از افتخارات این دانشکده بوده است. دانشکده پرستاری و مامایی ایران، کسب اولین جایزه کشوری جشنواره آموزشی شهید مطهری و کسب اولین گواهینامه تعالی سازمانی را در کارنامه خود ثبت نموده است.
این دانشکده در راستای فعالیت‌های بین‌المللی با مؤسسه کارولینسکا در سوئد، دانشگاه یوتا در آمریکا و دانشگاه توکیو در ژاپن همکاری داشته است.
توانمندی‌های اصلی دانشکده شامل آموزش پرستاری و مامایی با کیفیت بالا، انجام پژوهش در زمینه پرستاری و مامایی بر مبنای نیازهای بهداشتی درمانی، و استفاده مؤثر و مناسب از فناوری‌های آموزشی است. این توانمندی‌ها در راستای به انجام رساندن رسالت و تحقق چشم‌انداز دانشکده با رعایت ارزش‌های مورد قبول به کار گرفته می‌شوند.
اعضای هیئت رئیسه به همراه کمیته پایش راهبردی دانشکده و مدیران گروه مسئولیت بازبینی برنامه استراتژیک دانشکده را بر عهده دارند. دانشکده دارای چهار کمیته و شورای کلیدی شامل هیئت رئیسه، شورای آموزشی پژوهشی، شورای تحصیلات تکمیلی است.
این دانشکده در نیمه دوم سال ۱۳۸۹ همنوا با دانشگاه علوم پزشکی ایران در دانشگاه علوم پزشکی تهران ادغام گردید و در ۲۶ شهریور ۱۳۹۲ با رای شورای عالی انقلاب فرهنگی به ریاست حسن روحانی، با انتزاع کامل دانشگاه علوم پزشکی ایران از تهران، دانشکده پرستاری و مامایی نیز دوباره متولد شد.
فعالیت مجدد دانشکده در سال ۱۳۹۲ با بیش از ۵۰۰ دانشجو در مقاطع مختلف کارشناسی، کارشناسی ارشد و دکتری آغاز شد و در مقاطع کارشناسی، کارشناسی ارشد و دکترا در رشته پرستاری و در مقاطع کارشناسی و کارشناسی ارشد در رشته مامایی دانشجو می‌پذیرد.
دانشکده پرستاری و مامایی دانشگاه علوم پزشکی ایران در نظام رتبه‌بندی شانگهای(ShanghaiRanking) توانست در حوزه علوم پرستاری در رده ۲۰۱–۳۰۰ قرار گیرد
اکنون نزدیک به ۱۱۰۰ دانشجو در دانشکده مشغول به تحصیل هستند که بیش از نیمی از آنها را دانشجویان مقطع کارشناسی پرستاری و مامایی تشکیل می‌دهند، حدود ۴۰۰ نفر دانشجوی مقطع کارشناسی ارشد پرستاری و مامایی، و نزدیک به ۵۰ دانشجوی پرستاری در مقطع دکتری هستند.

## امکانات آموزشی و پژوهشی
- کتابخانه
- سایت کامپیوتر
- مرکز مهارت‌های بالینی (پراتیک)
- سالن تربیت بدنی